# Robert Kilburn Spaulding
Robert Kilburn Spaulding  (* 11. Januar 1898 in Lower Lake, Kalifornien; † 12. Februar 1992) war ein US-amerikanischer Romanist und Hispanist.

## Leben und Werk
Spaulding studierte an der University of California, Berkeley und promovierte dort 1925 mit der Arbeit History and syntax of the progressive constructions in Spanish (Berkeley 1926). Er war dann zuerst Assistant Professor an der University of Michigan, kehrte aber 1927 nach Berkeley zurück und wurde dort 1940 Associate Professor und 1949 Full Professor of Spanish.

## Weitere Werke

### Monographien
- Syntax of the Spanish Verb, New York 1931, Berkeley 1943, 3. Auflage Liverpool 1958, 1967
- (mit Irving Albert Leonard) Spanish in review, New York 1938; u. d. T. Spanish review grammar, New York 1945, 1967
- How Spanish grew, Berkeley 1943, 1962, 1967, 1971
- (mit Marathon Montrose Ramsey [*1867]) A textbook of modern Spanish, as now written and spoken in Castile and the Spanish American republics, 3. Auflage, New York 1956, Fort Worth 1984 (bekannt als “Ramsey-Spaulding”, erste Auflage durch M. M. Ramsey 1894)

### Herausgebertätigkeit
- (mit Sylvanus Griswold Morley) Vital Aza, Tres piezas cómicas, Boston/New York 1929
- (mit Irving Albert Leonard) Jacinto Benavente, Los malhechores del bien, New York 1933, 1961
- Lope de Vega, La batalla del honor, Madrid 1934